# Fiestas de Nuestra Señora del Carmen (Madrid)
Fiestas de Nuestra Señora del Carmen son unas fiestas populares celebradas en honor a la Virgen del Carmen en cuatro distritos de Madrid: el Puente de Vallecas, en Chamberí, La Latina y Villaverde Alto. Se conocen popularmente como fiestas del Carmen, o, en Puente de Vallecas, fiestas de la Karmela (o simplemente la Karmela). En todos estos distritos se realizan celebraciones entre el 12 de julio al 16 de julio.

## Historia
Originariamente no se celebra en ninguno de los distritos madrileños actuales. La primera festividad se realizó en la calle del Carmen en el siglo XVIII, en las cercanías de la parroquia del Carmen del Calzado de donde procede el nombre de la festividad. La fiesta se trasladó a la calle de Alcalá (justo en frente del Convento de San Hermenegildo), cercano a la Iglesia de San José. Durante este periodo inicial se celebraba la festividad en honor de la Virgen el Carmen el 16 de julio, se establecían cajones de venta de flores y plantas diversas, frutas y diferentes productos de la gastronomía madrileña. 

### Chamberí
El primer cisma de la fiesta se produce en el siglo XX, y la fiesta se trasladó por primera vez a la zona de los Tejares conocida posteriormente como barrio de Chamberí en los años veinte. Se celebraba ya como verbena popular, siendo una de las más concurridas a comienzos del siglo. Se empleaba en su desarrollo los amplios solares abandonados del barrio por aquella época. La popularidad de las festividades hizo que se nombrara, al cabo del tiempo, como patrona de su barrio. Su popularidad se hace sentir hasta los años cincuenta en el que Alejandro Algara canta La Carmen de Chamberí con la orquesta de Agustín Lara. Las fiestas solían comenzar un domingo anterior al 16 de julio, y solían durar una semana. Los centros festivos se centraban en la plaza de Olavide. Se solía celebrar corrida de novillos. 

### Vallecas
Ya a mediados del siglo XX se celebraba la Fiesta del Carmen en Vallecas, y se empleaban los solares del barrio. Las fiestas desde sus comienzos corren a cargo de la Junta Municipal de Puente de Vallecas. Se celebran, como en los demás barrios madrileños, en el mes de julio de 1981 al participar en las Fiestas del Carmen, y empujados por el calor veraniego, comenzaron a refrescarse primero y a empaparse después con las bocas de riego del famoso Bulevar de Vallecas (nombre popular por el que se conoce a la calle Peña Gorbea). De este baño improvisado y de la utópica reivindicación del "Puerto de Mar para Vallekas" nació la Batalla Naval de Vallecas. Desde finales del siglo XX se celebran en el recinto ferial situado en la calle Puerto Balbarán, cerca de la estación Cercanías de El Pozo